# 柳瀬仏壇
柳瀬仏壇（やなせぶつだん）は、富山県高岡市六家901にある、仏壇、仏具の製造、直売を行う仏壇店である。柳瀬商店が経営している。

## 概要
- 住所：〒933-0321 富山県高岡市六家901

## 沿革
- 1863年（文久3年） - 初代の伝右ヱ門が高岡守山町に仏壇店の暖簾を掲げ、創業[2]。
- 1900年（明治33年） - 高岡大火に伴い、一番町に住宅と店舗を移して再建[2]。
- 1981年（昭和56年）9月 - 能町の国道8号沿いに鉄骨3階建て延べ1,500m2の店舗を新築移転[2]。